# Graphania bromias
Graphania bromias är en fjärilsart som beskrevs av Edward Meyrick 1902. Graphania bromias ingår i släktet Graphania och familjen nattflyn. Inga underarter finns listade i Catalogue of Life.